# 蒂特根宿舍
蒂特根宿舍（丹麥語：Tietgenkollegiet）以丹麦金融家C·F·蒂特根（1829年-1891年）之姓氏为名，为丹麦哥本哈根厄勒斯塔兹区之一学生公寓。
此建筑有显见的环形外观，受中国南方传统之客家围屋启发而由丹麦建筑公司Lundgaard & Tranberg于2006年设计。该设计为此公司赢得2007年英國皇家建築師協會欧洲奖。

## 建筑
此环形建筑有七层高。五竖向空间从视觉及功能两方面并行分割建筑为五段，同时作通道之用以联结外部与中庭，且沟通不同楼层。地面层备有公用设施：一简餐厅、一礼堂、研读及电脑间、工作间、洗衣房、音乐及会客室，并有自行车位。公寓落于其他楼层，五段中每段皆分十二室。众室皆朝向外立面，可观周围景色。休憩处、露台以及公用厨房及其辅助间位于环内侧，可聚居者于一处。
其建筑之理念着于膳宿设施可如何于鼓励学生之个人及社会发展有所助。中庭其四围为所有公用区域所坐落，强调社群之概念。此设计并使通常而言单调的学生走道得以非但在空间上生趣，且无穷尽，联起各楼层上所有学生之「居宅」。

## 房间
建筑内有房间360室，其中百分之十特供于国际交换生。各室皆有自备之卫生间，分四种大小：约26平方米、约29平方米、约33平方米及约42平方米。各段有共享之厨房及起居室，而起居室皆独有一套家具及其他物什。

## 图集

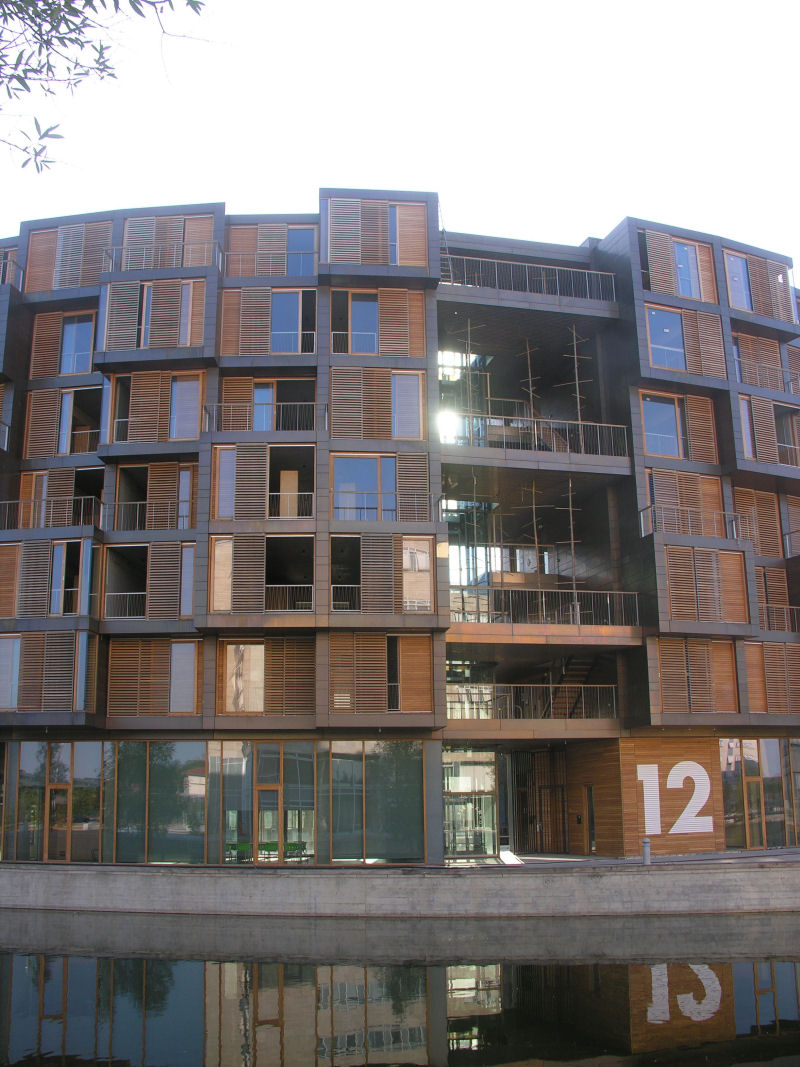
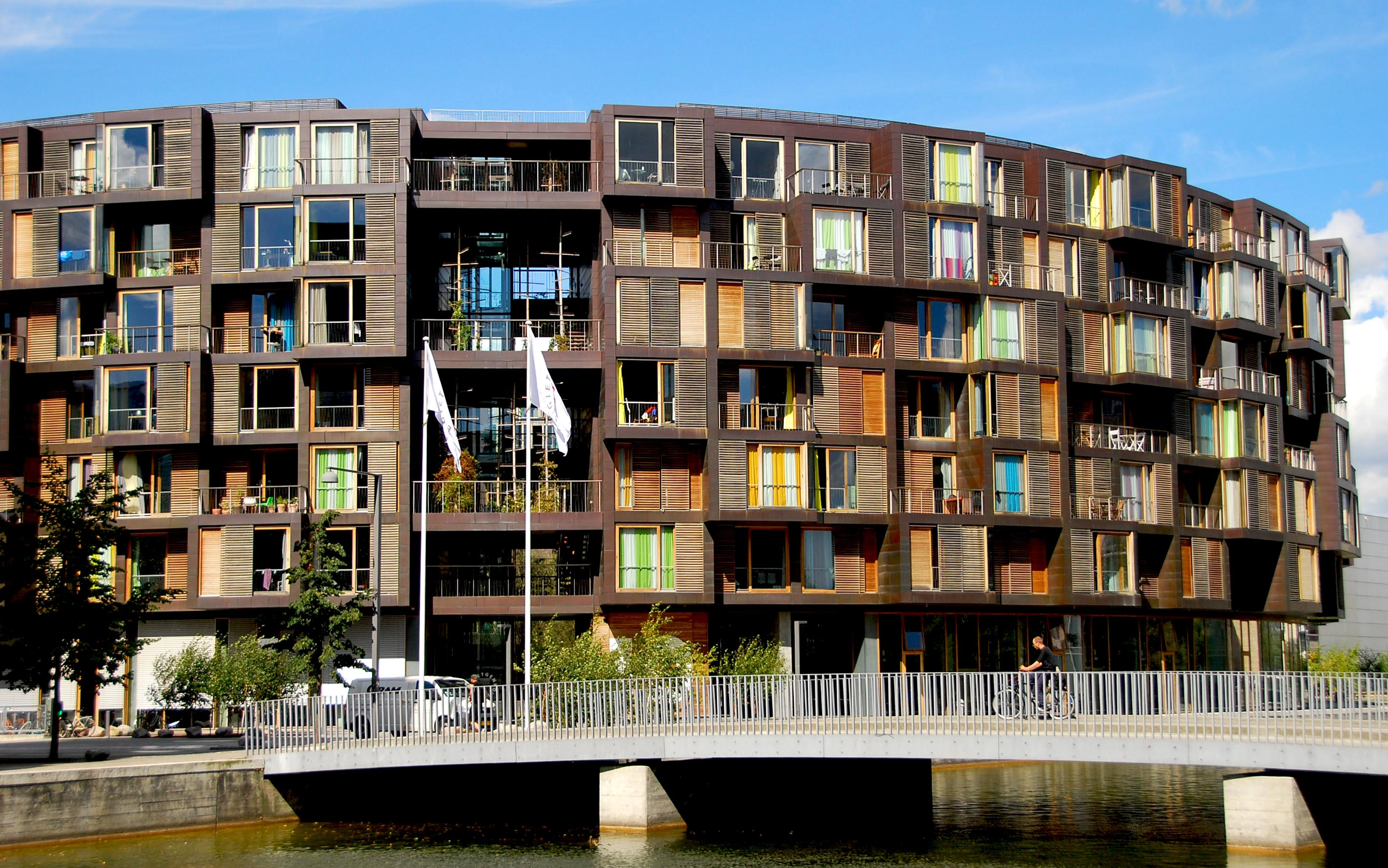
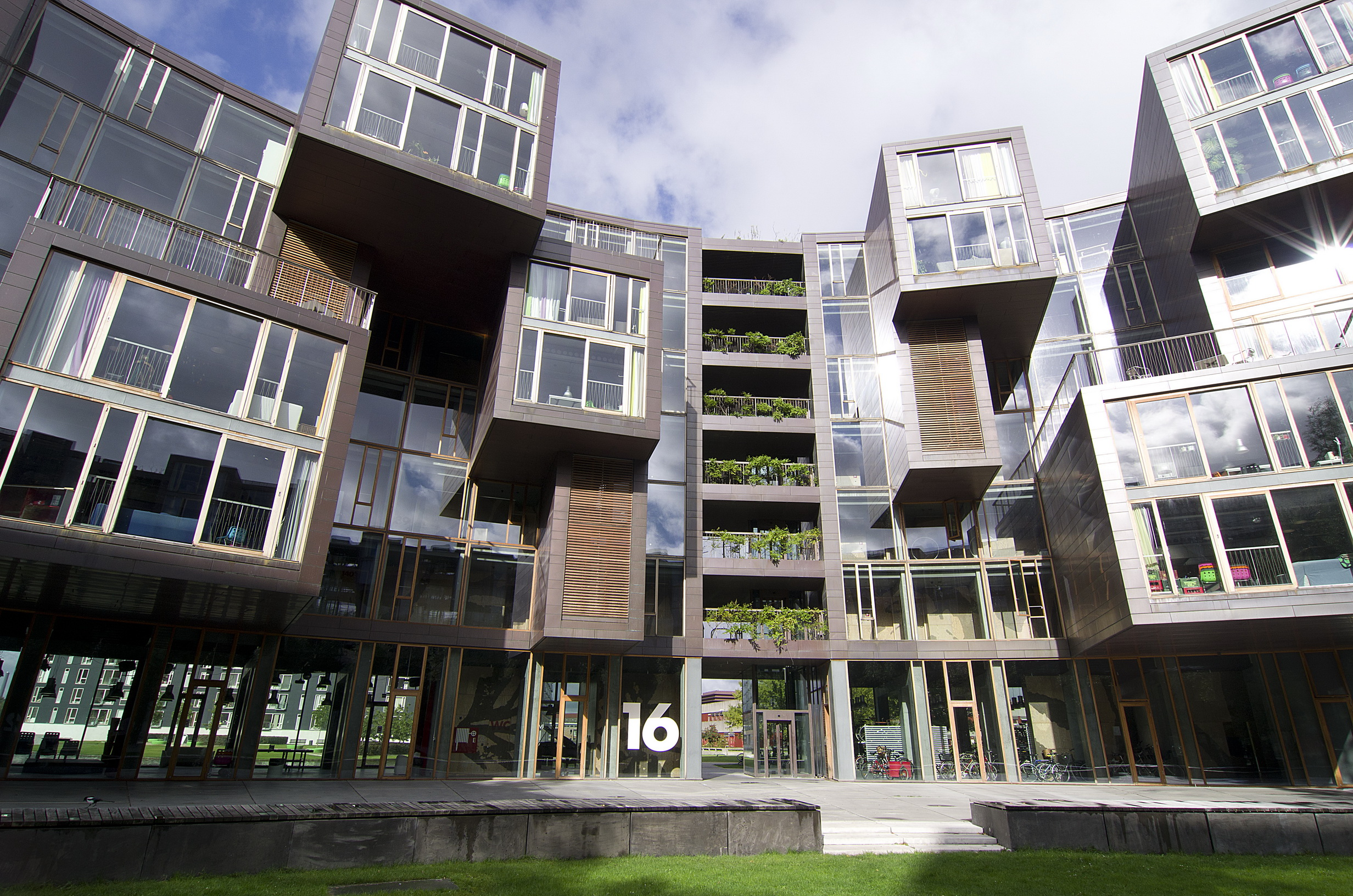
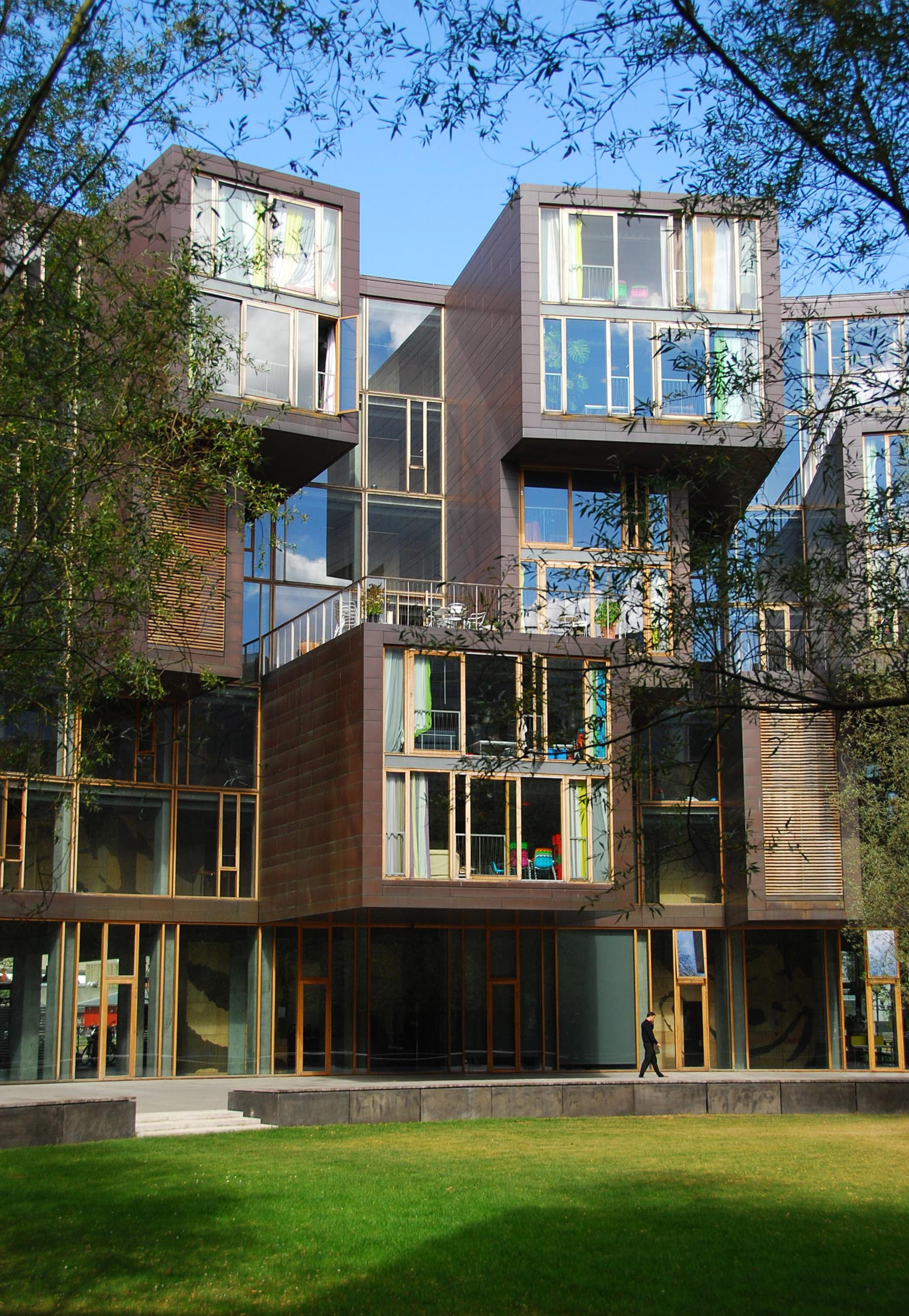

### 脚注
1. ↑   (PDF). COWIfeature.   [2009-06-15]. （原始内容存档 (PDF)于2011-07-19） （丹麦语）.
2. ↑  . tietgenkollegiet.   [2020-11-22]. （原始内容存档于2021-02-28）.
3. ↑  . archiCentral.   [2009-06-15]. （原始内容存档于2009-07-14）.
4. ↑  . CBS.   [2009-06-15]. （原始内容存档于2009-07-04）.

### 书籍
- Stensgaard, Pernille. . Nyt Nordisk Forlag. 2007. ISBN 978-87-17-03967-4 （丹麦语）.
- Weston, Richard. . Edition Bløndal. 2014  [2020-11-22]. ISBN 9788791567247. （原始内容存档于2020-11-30）.